# Rakaia Island
Rakaia Island ist eine Insel in der Region Canterbury an der Ostküste der Südinsel von Neuseeland.

## Geographie
Rakaia Island befindet sich im Flussbett des Rakaia River, der sich rund 2,5 km östlich von Rakaia in zwei verzweigte Arme aufteilt und bis zur Rakaia Lagoon kurz vor der Küste die Insel an ihrer Nordostseite und Südwestseite umschließt. Die Insel erstreckt sich von der Küsteaus über rund 19 km in nordwestliche Richtung ins Landesinnere und misst an der breitesten Stelle rund 2,9 km. Von einer Höhe von etwas über 60 m am nordwestlichen Anfang reicht die Höhe der Insel hinunter bis auf wenige Meter über dem Meeresspiegel an der Rakaia Lagoon.
Die Insel wird landwirtschaftlich genutzt und wird von einigen wenigen Familien bewohnt.